# 59 (число)
59 (п'ятдеся́т де́в'ять) — натуральне число між 58 і 60.

## Математика
- 17-е просте число
- просте число-близнюк (в парі з 61)
- 259 = 576460752303423488

## У науці
- Атомний номер Празеодиму
- У Новому загальному каталозі позначається об'єкт NGC 59 — галактика типу E-S0 у сузір'ї Кит.
- У Каталозі Мессьє позначається об'єкт Мессьє M59 — галактика типу E5 у сузір'ї Діва.

## В інших сферах
- 59 рік; 59 рік до н. е., 1759 рік, 1859 рік, 1959 рік
- ASCII-код символу «;»
- Число 59 відповідає останній хвилині певної години та останній секунді певної хвилини
- Європейський маршрут E59
- Автошлях Р 59 в Україні
- U.S. Route 59 — автошлях у США між Міннесотою та Техасом
- Місячний місяць складається з 59 днів
- 14:59 — музичний альбом американського гурту Sugar Ray

## Техніка
- Тип 59 - китайський танк.